# NGC 3171
NGC 3171 је елиптична галаксија у сазвежђу Хидра која се налази на NGC листи објеката дубоког неба.
Деклинација објекта је - 20° 38' 51" а ректасцензија 10h 15m 36,8s. Привидна величина (магнитуда) објекта NGC 3171 износи 12,9 а фотографска магнитуда 13,9. NGC 3171 је још познат и под ознакама ESO 567-31, MCG -3-26-32, NPM1G -20.0289, PGC 29950.